# 포승 분기점
포승 분기점(Poseung Junction, 포승JC)은 경기도 평택시 포승읍 희곡리에 설치된 서해안고속도로와 익산평택고속도로지선이 만나는 분기점이자 익산평택고속도로지선의 종점이다. 

## 연혁
- 2019년 12월 6일 : 분기점 신설을 위해 평택시 도시계획시설 교통광장에 포승읍 희곡리 일원을 포승 분기점으로 고시[1]
- 2024년 12월 10일 : 익산평택고속도로지선 현덕 ~ 포승 구간 개통과 함께 통행 개시[2]

## 구조물 정보
- 위치 : 경기도 평택시 포승읍 희곡리

## 접속하는 노선

### 무안・서울방면
- 서해안고속도로

### 현덕방면
- 익산평택고속도로지선